# Sfax Railway Sports
Sfax Railway Sports is een Tunesische voetbalclub uit Sfax.
De club werd twee keer kampioen voor de onafhankelijkheid en één keer erna. Railway Sports was een vaste waarde in de hoogste klasse tot de jaren 90, in 1995 degradeerde de club voor de laatste keer uit de eerste klasse en zakte later nog verder weg. In totaal speelde de club 34 seizoenen in de eerste klasse.

## Erelijst
- Championnat National Tunisien (3x)
  - Winnaar: 1934¹, 1953¹, 1968

- Beker van Tunesië
  - Finale: 1968, 1979

¹titels behaald voor de onafhankelijkheid